# Max-Planck-Institut für Mikrostrukturphysik
Das Max-Planck-Institut für Mikrostrukturphysik ist eine außeruniversitäre Forschungseinrichtung der Max-Planck-Gesellschaft zur Förderung der Wissenschaften e. V. (MPG) in Halle (Saale). Das Institut betreibt in erster Linie naturwissenschaftliche Grundlagenforschung im Bereich der Festkörperphysik und der Materialwissenschaft.

## Geschichte
Das Institut wurde im Jahr 1960 unter Heinz Bethge als Institut für Festkörperphysik und Elektronenmikroskopie der Akademie der Wissenschaften der DDR (zunächst „Arbeitsstelle für Elektronenmikroskopie Halle“) gegründet. Aufgrund einer im Jahr 1991 ausgesprochenen Empfehlung des Wissenschaftsrats, das wissenschaftliche Potenzial des Instituts teilweise weiter zu nutzen, nahm das Max-Planck-Institut für Mikrostrukturphysik unter Gründungsdirektor Hellmut Fischmeister als erstes Institut der Max-Planck-Gesellschaft in den neuen Bundesländern am 1. Januar 1992 seine Arbeit auf und gehört seitdem zur Chemisch-Physikalisch-Technischen Sektion der Max-Planck-Gesellschaft. Von 1992 bis 1996 war Johannes Heydenreich am Max-Planck-Institut für Mikrostrukturphysik als Abteilungsdirektor tätig und war im betreffenden Zeitraum einziger Abteilungsdirektor der Max-Planck-Gesellschaft, der in der ehemaligen DDR als Wissenschaftler in führender Position gewirkt hatte. 1992 nahm die experimentelle Abteilung I die Arbeit auf und wurde bis 2015 von Jürgen Kirschner geleitet. Seit 1993 wurde die experimentelle Abteilung II von Ulrich Gösele geleitet. Nach dessen Tod im Jahr 2009 war der Potsdamer Physiker Peter Fratzl kommissarischer Leiter der Abteilung. Direktor der Theorie-Abteilung war von 1998 bis 2007 Patrick Bruno, von 2009 bis 2019 Eberhard Groß. Seit 2014 ist Stuart Parkin Direktor der experimentellen Abteilung Nanosysteme aus Ionen, Spins und Elektronen (NISE). Die Abteilung Nanophotonik, Integration und Neuronale Technologie (NINT) wird seit 2019 von Joyce Poon geführt. Seit 2021 ist Xinliang Feng Direktor der Abteilung Synthetic Materials and Functional Devices. Peter Grünberg und Sajeev John waren beziehungsweise sind auswärtige wissenschaftliche Mitglieder des Instituts.

## Gebäude
Das Max-Planck-Institut für Mikrostrukturphysik befindet sich in unmittelbarer Nachbarschaft des Fraunhofer-Instituts für Mikrostruktur von Werkstoffen und Systemen, des Leibniz-Instituts für Pflanzenbiochemie sowie zahlreicher naturwissenschaftlicher Einrichtungen der Martin-Luther-Universität Halle-Wittenberg am Weinberg Campus in Halle (Saale). Während der Gründungsphase des Instituts wurden zunächst zu DDR-Zeiten errichtete Altbauten genutzt, darunter ein seit 1971 speziell für den Betrieb eines Höchstspannungs-Elektronenmikroskops JEOL JEM 1000 mit einer Beschleunigungsspannung von 1 MeV genutztes Laborgebäude. 1997 erfolgte die Einweihung eines neuen Institutsgebäudes. 2020 wurde bekannt, dass bis 2024 für 50 Millionen Euro ein Erweiterungsbau errichtet werden soll.

## Aufgaben des Instituts
Die Forschungstätigkeit betrifft vorwiegend die Besonderheiten der Bildung und der Eigenschaften von Mikro- und Nanofestkörperstrukturen sowohl in der Grundlagen- als auch in der angewandten Forschung. Hierbei gilt den niedrigdimensionalen Systemen wie Oberflächen und Grenzflächen, dünnen Schichten, Quantendrähten und -punkten ein besonderes Interesse. Untersucht werden Materialien der wichtigen Festkörperklassen wie Halbleiter, Isolatoren, Metalle, Ferroelektrika.
In Zusammenarbeit zwischen der Martin-Luther-Universität und dem Fraunhofer-Institut für Mikrostruktur von Werkstoffen und Systemen wird das gemeinsame Ausbildungsprogramm „International Max Planck Research School (IMPRS) for Science and Technology of Nano-Systems“ betrieben. Die IMPRS bietet ausländischen wie deutschen Studenten eine umfangreiche Ausbildung auf den Gebieten Nanowissenschaften und Nanotechnologie mit dem Ziel der Doktorarbeit an.